# Polistes arizonensis
Polistes arizonensis är en getingart som beskrevs av Roy R. Snelling 1954. Polistes arizonensis ingår i släktet pappersgetingar, och familjen getingar. Inga underarter finns listade i Catalogue of Life.